# 1465年
| 千纪： | 2千纪 |
| 世纪： | 14世纪 \| 15世纪 \| 16世纪                                                                                 |
| 年代： | 1430年代 \| 1440年代 \| 1450年代 \| 1460年代 \| 1470年代 \| 1480年代 \| 1490年代                           |
| 年份： | 1460年 \| 1461年 \| 1462年 \| 1463年 \| 1464年 \| 1465年 \| 1466年 \| 1467年 \| 1468年 \| 1469年 \| 1470年 |
| 纪年： | 乙酉年（鸡年）；明成化元年；刘通德胜元年；越南光順六年；日本寬正六年                                       |

## 大事记
- 馬林王朝被起義推翻。

## 出生
- 12月11日：足利義尚，室町幕府第九代征夷大將軍（1489年4月26日過世）